# Mas de Magrinyà (Perafort)
El Mas de Magrinyà és un mas situat al municipi de Perafort, a la comarca catalana del Tarragonès.